# Swertia conaensis
Swertia conaensis là một loài thực vật có hoa trong họ Long đởm. Loài này được T.N. Ho & S.W. Liu miêu tả khoa học đầu tiên năm 1980.